# Oberspiesheim
Oberspiesheim ist ein Gemeindeteil der Gemeinde Kolitzheim im unterfränkischen Landkreis Schweinfurt in Bayern.

## Geografische Lage
Das Kirchdorf Oberspiesheim liegt im Norden des Kolitzheimer Gemeindegebiets. Weiter nördlich beginnt die Gemarkung von Schwebheim bei Schweinfurt. Im Osten beginnt die Flur von Sulzheim. Westlich, verbunden durch die Bundesstraße 286, liegt der Sulzheimer Gemeindeteil Alitzheim. Südlich befindet sich Herlheim, während südwestlich Kolitzheim liegt. In unmittelbarer Nähe beginnt im Nordwesten die Gemarkung von Unterspiesheim.

## Geschichte
Ober- und Unterspiesheim waren lange Zeit als Doppelsiedlung verbunden. Bereits im Jahr 747 wurde „Spizesheim“ erstmals genannt. Zu diesem Zeitpunkt kam eine Hube des Dorfes an das Kloster Fulda. Ursprünglich war ein gewisser Helid im Besitz dieser Güter. Am 12. September 791 kamen wiederum einige Güter an die Bonifatiusabtei. Diesmal verschenkte Frau Hruadunne, Ehefrau des Hiltrih, ihre Besitzungen. Der Name der Siedlung kann von einem Personennamen eines Franken herrühren.
Im Jahr 1248 wurden die beiden Gemarkungen von Unter- und Oberspiesheim getrennt. Damals tauchte „Unterspiezesheim“ in den Urkunden auf, während Oberspiesheim zunächst kein Präfix aufwies. Wahrscheinlich handelte es sich also um die ältere der beiden Siedlungen. Seit dem 12. Jahrhundert ist außerdem ein Ministerialengeschlecht, die Herren von Spiesheim, im Ort nachgewiesen. Sie waren dem Würzburger Bischof lehenspflichtig. Das Schloss der Familie wurde bereits 1275 abgebrochen.
Im Jahr 1231 verkaufte Conrad von Speckfeld die Dorfherrschaft über Spiesheim an das Kloster Heidenfeld bei Schweinfurt. Noch während des Mittelalters erwarb das Zisterzienserkloster Ebrach vermehrt Rechte im Ort. Später war Oberspiesheim Teil des ausgedehnten Klosterbesitzes und wurde vom Amt Sulzheim aus verwaltet. Am 24. Februar 1944 wurde Oberspiesheim von den Amerikanern bombardiert. Heute ist es Teil der Gemeinde Kolitzheim.

## Baudenkmäler

### Bartholomäuskirche

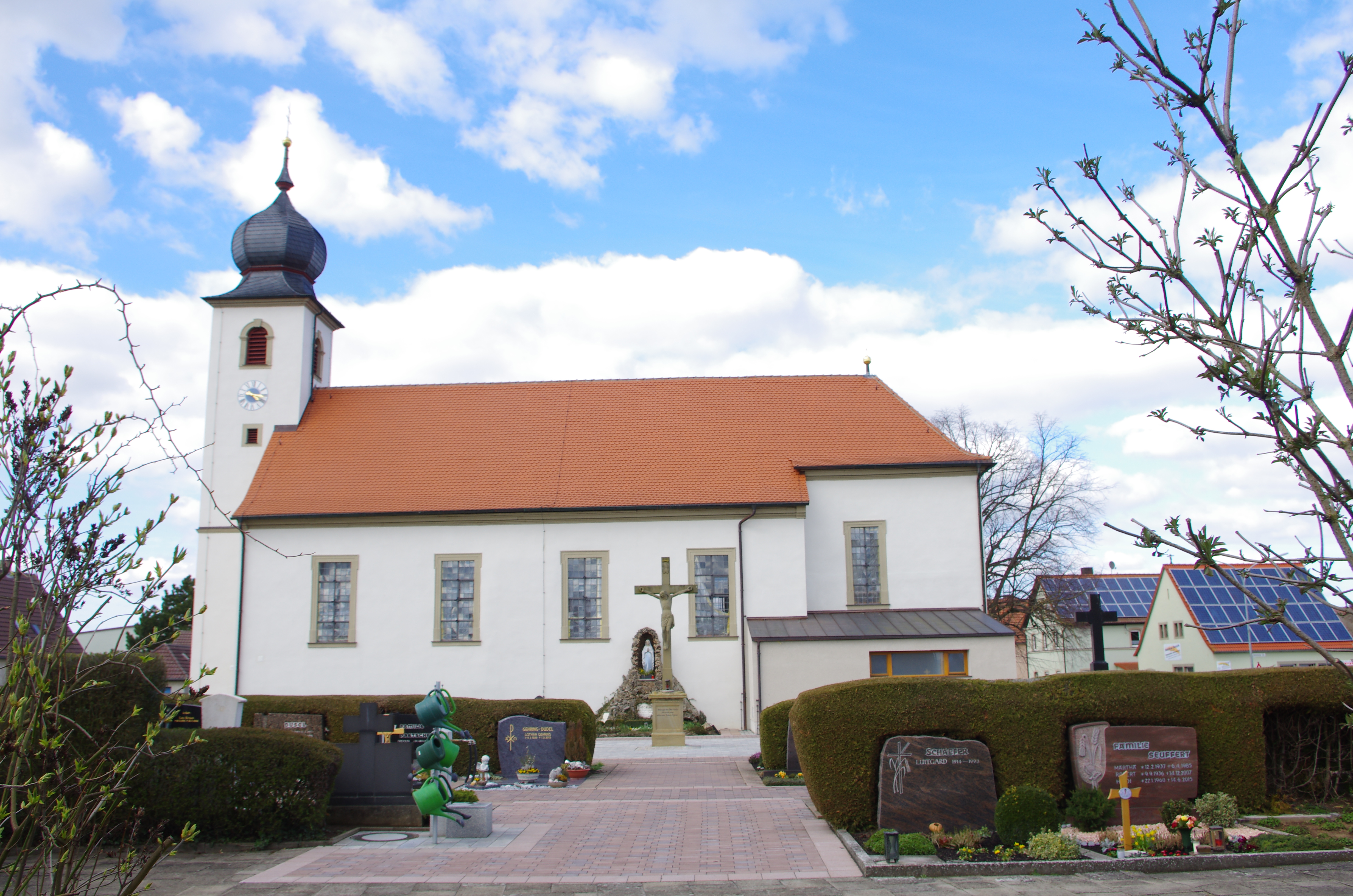
Die Bartholomäuskirche in Oberspiesheim

Den Mittelpunkt des Dorfes bildet die katholische Filialkirche St. Bartholomäus. Sie wurde im Jahr 1790 anstelle eines älteren Gotteshauses errichtet. Baumeister war der Meister Anton Wüst aus Grafenrheinfeld. Ursprünglich befand sich dort wohl der Burgstall der Ministerialen. In der Mittelachse wurde ein Westturm errichtet. Er schließt mit einer eingeschnürten spitzen Kuppel ab.
Der Hochaltar stammt aus der Klosterkirche in Ebrach und war vom Abt Ludwig Ludwig in Auftrag gegeben worden. Er weist gewundene Säulen auf, um die sich Akanthusornamente ranken. Zwei lebensgroße Figuren der heiligen Anna und des Joachim rahmen das Blatt ein, das die thronende Maria zeigt mit einem Rundbild Gottvaters darüber. Den Altar fertigte Johann Michael Maucher aus Schwäbisch Gmünd, die Figuren schuf der Bamberger Johann Georg Götz 1694. Das Blatt malte Oswald Onghers.
In die Bartholomäuskirche kam der prächtige Hochaltar 1789. Daneben befinden sich zwei Seitenaltäre. Sie entstammen dem Klassizismus und werden von großen Figuren von Heiligen flankiert. Die den Künstlern Andreas und Johann Halbig aus Donnersdorf zugeschrieben werden. Der Kitzinger Reiner Wierl schuf die von der Gemeinde Oberspiesheim 1791 erworbene Kanzel für die Bartholomäuskirche in Volkach oder die Nikolauskirche in Obervolkach Um 1750 war das Orgelgehäuse entstanden.

### Bildstöcke und Kleindenkmäler
Als katholisches Kirchdorf in Franken weist Oberspiesheim eine Vielzahl an Bildstöcken auf. Sie sind überall auf der Gemarkung verstreut und zeugen vom Glauben der Bewohner. Drei Bildstöcke wurden bereits im 16. Jahrhundert als sogenannte Monolithbildstöcke im Zuge der Gegenreformation im Bistum Würzburg geschaffen. Es überwiegen Darstellungen des gekreuzigten Christus.
Eine weitere Besonderheit ist die steinerne Sakramentsnische aus der alten Kirche in der Spiesheimer Straße. Sie entstand um 1600 und ist damit in die Zeit zwischen Nachgotik und Renaissance einzuordnen. Zu einer weiteren Welle der Bildstock-Stiftungen kam es in der zweiten Hälfte des 19. Jahrhunderts. Insbesondere sogenannte Tabernakelbildstöcke entstanden in dieser Zeit.

## = Musik
Seit 1984 gibt es die Musikkapelle Oberspiesheim. Über die Jahre hinweg haben sich die Oberspiesheimer Musikanten zu einer Partyband entwickelt, die in ganz Deutschland auf Volks-, Bier- oder Weinfesten zu hören und zu sehen ist. 

## = Persönlichkeiten
- Johannes Cuspinian (latinisiert für Johannes Spießheimer; * 1473 in Schweinfurt; † 19. April 1529 in Wien, St. Stephan) war Humanist, Dichter und Diplomat in habsburgischen Diensten.
- Heinrich VI. Pförtner († 1646), Abt von Kloster Ebrach (1641–1646)
- Georg Gehring (1887–1953), Politiker, MdL, Gehring war ab 1919 Bürgermeister von Oberspiesheim